# معركة توتون
معركة توتون (بالإنجليزية: Battle of Towton)‏ هي إحدى معارك حرب الوردتين وقعت بالقرب من قرية توتون بيوركشاير والتي أُخذ منها اسم هذه المعركة، وقعت هذه المعركة في 29 مارس من عام 1461م. اعتُبرت هذه المعركة من أكبر وأعنف المعارك التي وقعت في الأراضي الإنجليزية.وفقًا لتاريخ الأحداث فقد قاتل أكثر من 50000 جندي من جبش يورك ولانكاستر في وسط العواصف الثلجية لمدة ساعات طويلة.